# 팜민찐
팜민찐(베트남어: Phạm Minh Chính, 한자: 范明正 (범명정), 1958년 12월 10일~)은 베트남의 정부수상이다. 2021년 4월부터 베트남 공산당 서열 3위다. 2010년 8월 베트남 공산당 제11차 당 대회에서 중앙위원회 위원이 되었다. 2015년 2월 제12차 당 대회에서 중앙위원회 위원으로 다시 재선되었다. 2016년 2월 베트남 공산당 정치국 위원이 되었다. 2021년 4월 5일, 14대 베트남 국회의 11차 실무 회의에서 베트남 정부수상으로 선출되었다. 그는 1991년 3월 외교부 관리가 되어 루마니아에 있는 베트남 대사관에서 재직한 이력이 있다.

## 베트남 총리

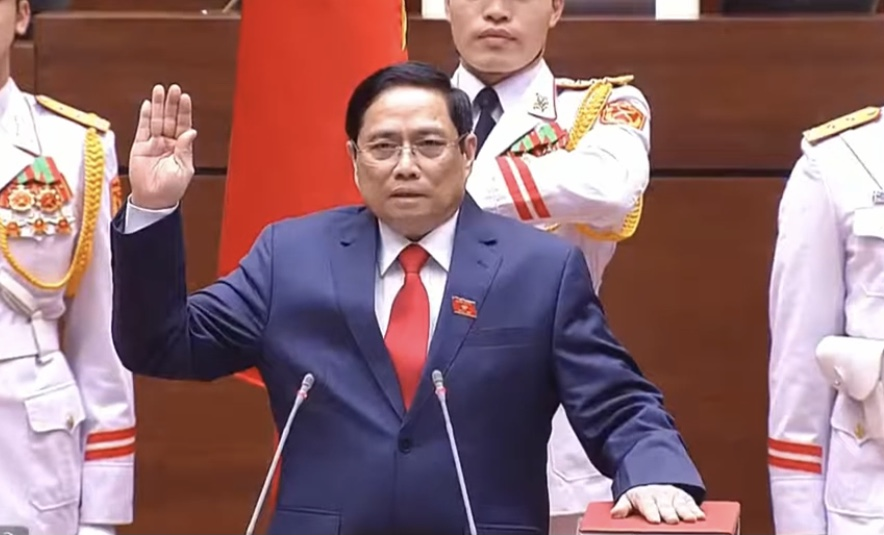
2021년 5월 4일, 취임 선서를 하는 팜 민 찐

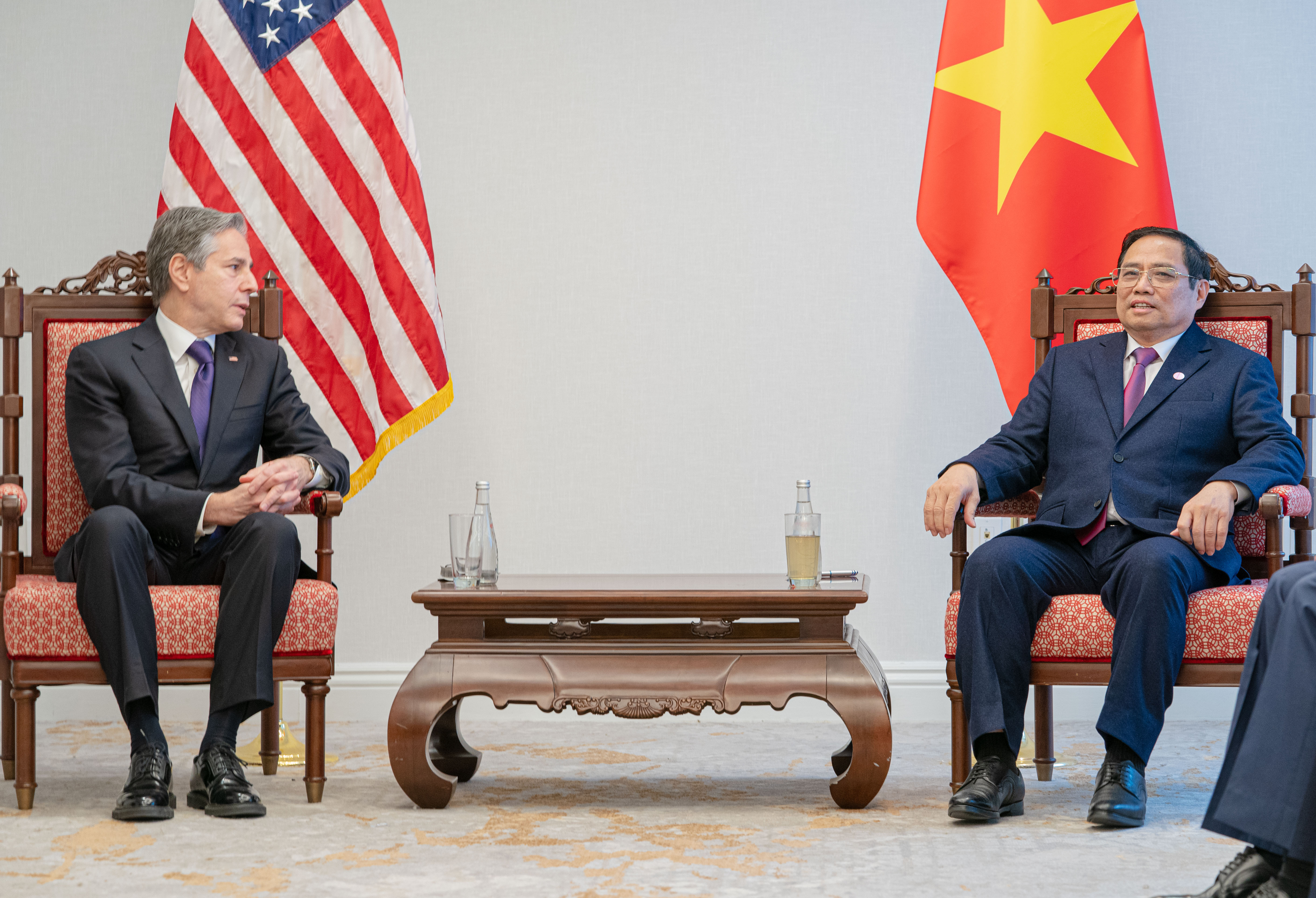
2022년 5월, 미국 국무장관 앤터니 블링컨과 회담 중인 팜 민 찐

2021년 초, 베트남 공산당 제13차 전국대표대회가 개최되었다. 외신들은 대회 전후로 팜민찐이 새로운 베트남 총리로 선출될 가능성이 가장 높다고 보도했다.
2021년 4월 5일, 제14기 국회 제11차 회의에서 베트남 총리로 선출되었다.
2021년 7월 26일, 제15기 국회 제1차 회의에서 찐은 총 499명의 국회의원 중 484명이 찬성하여 96.99%의 지지율로 2021-2026년 임기의 베트남 총리로 재선되었다.
2021년 7월 28일 오후, 제15기 국회 제1차 회의에서 총 470명의 국회의원이 찬성(전체 의원의 94.19%)하여 찐이 베트남 국방안보위원회 부위원장직을 겸임하는 결의안을 통과시켰다.